# Coenosia luteipes
Coenosia luteipes är en tvåvingeart som beskrevs av Ringdahl 1930. Coenosia luteipes ingår i släktet Coenosia och familjen husflugor. Inga underarter finns listade i Catalogue of Life.